# Kamila Paloncyová
Kamila Paloncyová (* 19. prosince 1995) je bývalá česká florbalová obránkyně, reprezentantka a trojnásobná mistryně Česka. V nejvyšších soutěžích Česka a Švýcarska hrála v letech 2010 až 2022.

## Klubová kariéra
Paloncyová s florbalem začínala v klubu FBC Ostrava, za který na konci sezóny 2010/2011 v 15 letech poprvé nastoupila v Extralize žen.
Po dvou letech se ale tým FBC odhlásil ze soutěže a některé hráčky včetně Paloncyové přestoupily k městskému rivalu 1. SC Vítkovice. S ním hned v první sezóně 2012/2013 postoupily po 13 letech do finále. V dalším ročníku 2013/2014 již ve finále porazily vítěze z předchozích sedmi let, tým Herbadent Praha 11 SJM, a získaly druhý Vítkovický titul. Na následném Poháru mistrů Paloncyová vstřelila v semifinále minutu před koncem vítězný gól a Vítkovice tím jako první český ženský tým postoupily do finále turnaje. Za Vítkovice hrála až do roku 2020, pro zranění vynechala jen velkou část vítězné sezóny 2017/2018. S týmem i tak získala v letech 2016 a 2019 další dva tituly. K druhému z nich přispěla ve finále gólem a dvěma asistencemi.
Po nedohrané sezóně 2019/2020 přestoupila společně s klubovou a reprezentační spoluhráčkou Ivanou Šupákovou do švýcarské nejvyšší soutěže do klubu Zug United. V roce 2022 si zlomila nohu na turnaji Czech Open. Následující sezónu, ve které Zug zvítězil ve švýcarském poháru, proto nehrála, a po jejím konci ukončila kariéru.

## Reprezentační kariéra
V juniorské reprezentaci hrála Paloncyová  na Mistrovství světa ve florbale žen do 19 let 2014, kde vstřelila gól ve vítězném zápase o bronz.
Za ženskou reprezentaci hrála na třech mistrovstvích světa mezi roky 2015 a 2021. Šampionátu v roce 2017 se pro zranění nezúčastnila. Celkem v národním týmu odehrála 56 zápasů a dosáhla 24 bodů.
| Umístění         | Soutěž                                           |
| ---------------- | ------------------------------------------------ |
| Bronzová medaile | Mistrovství světa ve florbale žen do 19 let 2014 |
| 4.               | Mistrovství světa ve florbale žen 2015           |
| 4.               | Mistrovství světa ve florbale žen 2019           |
| 4.               | Mistrovství světa ve florbale žen 2021           |

## Rodina
Paloncyové mladší sestra Ivana je také bývalá extraligová hráčka týmu FBC Ostrava.